# Jaume Gomis
Jaume Gomis  ist ein spanischer theoretischer Physiker.
Gomis promovierte 1999 an der Rutgers University und war als Post-Doktorand (und Sherman Fairchild Senior Research Fellow) am Caltech bei Hirosi Ooguri. Er erhielt 2004 den European Young Investigator Award der European Science Foundation, den er aber ausschlug, um am Perimeter Institute zu forschen. Er ist außerdem an der University of Waterloo.
Er befasst sich mit nichtstörungstheoretischer Dynamik in Stringtheorie und Eichfeldtheorien, deren Dualitäten und holographischer Formulierung von Quantengravitation. Gomis entwickelte 2009 eine Theorie magnetischer Observabler (aufbauend auf Gerardus ’t Hooft) in supersymmetrischen Yang-Mills-Theorien, mit denen Phasen dieser Theorien unterschieden werden können und mit denen er explizit S-Dualität zeigen konnte. Er befasste sich unter anderem mit nichtrelativistischen Strings (Superstrings, Superbranes).
2019 erhielt er den CAP-CRM Prize für sein breites Spektrum wichtiger Beiträge zu Stringtheorie und stark gekoppelten Eichfeldtheorien, einschließlich Pionierarbeiten zur Verwendung nichtlokaler Observabler, der exakte Berechnung physikalischer Größen in der Quantenfeldtheorie und der Aufdeckung der nichtstörungstheoretischen Dynamik von Eichfeldtheorien (Laudatio). Er erhielt 2009 den Early Research Award von Ontario.

## Schriften (Auswahl)
- mit D. E. Diaconescu, Michael R. Douglas: Fractional branes and wrapped branes, Journal of High Energy Physics 1998, Nr. 2, S. 013, Arxiv
- mit Hirosi Ooguri: Non-Relativistic closed string theory, J. Math. Phys., Band 42, 2000, S. 3127–3151, Arxiv
- mit Thomas Mehen: Space–time noncommutative field theories and unitarity, Nucl. Phys. B, Band 591, 2000, S. 265–276, Arxiv
- mit F. Passerini: Holographic Wilson Loops,  Journal of High Energy Physics 2006, Nr. 8, S. 074, Arxiv
- mit F. Passerini: Wilson Loops as D Branes, Journal of High Energy Physics 2007, Nr. 1, S. 097, Arxiv
- mit Takuya Okuda, Diego Trancanelli: Quantum ‘t Hooft Operators and S-Duality in N=4 Super Yang-Mills, Adv. Theor. Math. Phys., Band 13, 2009, S. 1941,  Arxiv
- mit Takuya Okuda: S-Duality, ‘t Hooft Operators and the Operator Product Expansion, Journal of High Energy Physics, 2009, Nr. 9, S. 072,  Arxiv
- mit N. Drukker, T. Okuda, J. Teschner: Gauge theory loop operators and Liouville theory, Journal of High Energy Physics 2010, Nr. 2, S. 57, Arxiv
- mit N. Doroud, B. Le Floch, S. Lee: Exact results in D= 2 supersymmetric gauge theories, Journal of High Energy Physics 2013, Nr. 5, S. 93, Arxiv